# Christoph Bach
Christoph Bach (Wechmar, 19 aprile 1613 – Arnstadt, 12 settembre 1661) è stato un musicista tedesco, nonno di Johann Sebastian Bach.

## Biografia
Secondo il testo Origine della famiglia musicale dei Bach, compilato nel 1735 da Johann Sebastian, Christoph Bach era figlio di Hans Bach e dunque nipote di Veit Bach, capostipite della famiglia Bach. I suoi fratelli, Johannes Bach ed Heinrich Bach, furono anch'essi musicisti.
Nato a Wechmar, in Germania, Christoph fu musicista di corte a Weimar. Ricoprì inoltre la carica di musicista municipale ad Erfurt dal 1642 e ad Arnstadt dal 1654. Christoph Bach sposò Maria Magdalena Grabler e la coppia ebbe tre figli:
- Georg Christoph (1642-1697)
- Johann Ambrosius (1645-1695), padre del celebre Johann Sebastian
- Johann Christoph.

Morì ad Arnstadt nel 1661.